# Viteza Întunericului
Viteza Întunericului (Speed of Dark) este un roman american science-fiction care are loc în viitorul apropiat. Este scris de Elizabeth Moon. Povestea este narată la persoana I din perspectiva unui analist al autismului. Romanul a câștigat premiul Nebula pentru cel mai bun roman în 2003 și a fost finalist al premiului Arthur C. Clarke.

## Rezumat
Lou Arrendale este un specialist în bioinformatică și un autist congenital, care o duce foarte bine. Un nou manager la firma la care lucrează face presiuni asupra departamentului cu autiști. Lou este presat să urmeze un tratament experimental care i-ar putea „vindeca” autismul. Lou nu crede că are nevoie de vindecare, dar riscă să-și piardă locul de muncă și alte facilități pe care compania le-a pus la dispoziție pentru angajații săi cu autism. 
Lou se luptă cu ideea de a face acest „tratament” pentru autismul său în timp ce urmărește relația cu prietenii „normali” și continuă să meargă la muncă. Prietenii săi autiști, împreună cu el, se întâlnesc după muncă și discută ce sau ce nu trebuie să facă. 

## Recepție
A beneficiat de laude numeroase din partea criticilor. SF Site a declarat că „În cel mai rău caz, Speed of Dark este un studiu magnific al personajelor. În cel mai bun caz, este cea mai puternică carte pe care o veți citi anul acesta” și Infinity Plus l-a descris drept„ unul dintre acele romane excepțional de rare, care are puterea de a modifica întreaga viziune asupra lumii, iar citirea acestuia este profund răsplătitoare și îmbogățește experiența."